# Peruviaanse presidentsverkiezingen 1894
Uit de Peruviaanse algemene verkiezingen van 1894 kwam Andrés Avelino Cáceres voort als winnaar; hij was president van Peru 1886 tot 1890.
Hij was kandidaat voor de Burgerpartij en won met 4.539 stemmen; hij had geen tegenkandidaat. Zijn termijn als president ging in op 10 augustus 1894 en hij trad af op 20 maart 1895, nadat hij de strijd tegen de rebellen had verloren met de ondertekening van een wapenstilstand op 17 maart.